# Tanystylum hoekianum
Tanystylum hoekianum là một loài nhện biển trong họ Ammotheidae. Loài này thuộc chi Tanystylum. Tanystylum hoekianum được miêu tả khoa học năm 1889 bởi Schimkewitsch.